# Старший лейтенант

Перший лейтенант (First Lieutenant) Армії США

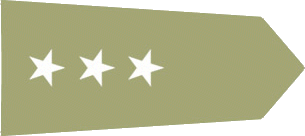
Погон поручника армії Польщі

Ста́рший лейтена́нт (фр. lieu tenant — заступник, від lieu — місце і tenant — посідає)  — військове звання молодшого офіцерського складу в армії багатьох країн, зокрема Збройних силах України, що нижче за капітана та вище за лейтенанта.
У Військово-морських силах Збройних Сил України армійські та флотські звання старшого лейтенантів еквівалентні.
В арміях інших країн військове звання «старший лейтенант» умовно можливо порівняти зі званнями:
- Албанія: Toger
- Азербайджан: Baş Leytenant
- Білорусь: Старэйшы Лейтэнант
- Боснія і Герцеговина: Poručnik
- Бразилія: Primeiro Tenente
- Болгарія: Старший Лейтенант
- Велика Британія: Lieutenant
- Естонія: Leitnant
- Ізраїль: סגן (Segen)
- Іспанія Teniente
- Італія: Tenente
- Китай: 中尉 (Zhōngwèi)
- Латвія: Virsleitnants
- Німеччина: Oberleutnant
- Польща: Porucznik
- Росія: Старший Лейтенант
- Румунія: Locotenent
- Саудівська Аравія: Mulazim Awwal
- Сербія: Поручник (Poručnik)
- Словаччина: Nadporučík
- США: First Lieutenant
- Туреччина: Üsteğmen
- Узбекистан: Katta Leytenant
- Франція: Lieutenant (Армія)
- Хорватія: Natporučnik
- Чехія: Nadporučík
- Фінляндія: Yliluutnantti
- Японія: Nitō Rikui (або Nii)